# 扎山道
扎山道（英語：Jat's Incline，原稱）是香港九龍黃大仙區牛池灣的一條街道，連接沙田坳道、清水灣道、牛池灣街及飛鵝山道。扎山道是九龍區區內最受駕駛及遠足人士歡迎的山徑之一。歷年來被選定為公益金一年一度慈善籌款活動九龍區百萬行的路線。而位於沙田坳道與扎山道交界處的觀景處可以讓駕駛及遠足人士鳥瞰部分香港島、維多利亞港、鯉魚門、啟德機場遣址及部分九龍半島的全貌。不過也因為地處山區，因此僅有山腳下盡頭的德望學校小學部兩個門牌（381、383號）。而扎山道晨運園是其中一個可以申請進行電影拍攝的場地。
此外，扎山道位於山區，路段狹窄，因此和沙田坳道搭配單行道，車輛只允許從沙田坳道上山，行至最高點扎山道觀景台後沿著扎山道一路下坡，直到牛池灣街到德望學校這一小段才變成單程雙線，及後至清水灣道之間又變回單程單線。所有車輛不得從德望學校逆向行駛扎山道。扎山道乃是欣賞香港節日煙花匯演的好去處。

## 歷史
1907年，印度第119賈特人步兵團（119th Jat Infantry，1922年改稱2nd Battalion of 9th Jat Regiment）築建扎山道以作軍事調配及運輸之用。1932年，賈特兵團（3rd Battalion of 9th Jat Regiment，簡稱為3/9 Jat REGT）曾經修補該道路。

## 旅遊景點
沿沙田坳道及扎山道行走，可發4個旅遊點。其中麥理浩徑第五段 (大老山至大埔路段) 入口位於沙田坳道、獅子亭亦位於沙田坳道。
| 旅遊點(1)          | 旅遊點(2)                        | 旅遊點(3) | 旅遊點(4)                      |
| 觀音廟及後面的靈石 | 麥理浩徑第五段(大老山至大埔路段) | 獅子亭    | 沙田坳道與扎山道交界處的觀景處 |

## 鄰近建築
- 德望學校中學部
- 德望小學暨幼稚園
- 彩雲邨豐澤樓
- 彩輝邨彩華樓
- 彩輝邨彩葉樓
- 豐盛街紀律部隊宿舍
- 曉暉花園
- 扎山道休憩亭
- 馬鞍山郊野公園
- 扎山道晨運園

## 交通
- 九龍區專線小巴16線：扎山道（彩輝邨） ↔ 坪石（彩虹站）

## 外部連結
- 香港自遊樂在18區 （页面存档备份，存于）
- 扎山道落成石碑 （页面存档备份，存于）
- 飛鵝山三峰廟 （页面存档备份，存于）